# Speocyclops hellenicus
Speocyclops hellenicus is een eenoogkreeftjessoort uit de familie van de Cyclopidae. De wetenschappelijke naam van de soort is voor het eerst geldig gepubliceerd in 1953 door Lindberg.